# استرینگر دیویس
استرینگر دیویس (انگلیسی: Stringer Davis; ۴ ژوئن ۱۸۹۹ – ۲۹ اوت ۱۹۷۳) بازیگر تلویزیون، بازیگر تئاتر و بازیگر سینما اهل انگلستان بود.
از فیلم‌ها یا برنامه‌های تلویزیونی که وی در آن نقش داشته‌است می‌توان به آدم‌های خیلی مهم اشاره کرد.